# 林奇综合征
林奇综合征（Lynch syndrome）是一種因基因突變引起的显性遺传性癌症综合征。發病部位主要位於右半結腸。林奇综合征患者患大腸癌的概率為10%至80%。